# Kristianstads Ishall
Kristianstads Ishall – kryte lodowisko w Kristianstad, w Szwecji. Zostało otwarte w 1969 roku, w latach 2006–2007 zostało gruntownie zmodernizowane. Pojemność areny wynosi 2130 widzów. Swoje spotkania na obiekcie rozgrywają hokeiści klubu Kristianstads IK.